# Arsenal (metropolitana di Londra)
Arsenal è una stazione della metropolitana di Londra che sorge sulla linea Piccadilly.

## Storia
Originariamente la stazione si chiamava Gillespie Road e aprì il 15 dicembre 1906. La successiva costruzione dello stadio calcistico nel 1913 condusse alla fine ad una fruttuosa battaglia, guidata dall'allenatore dell'Arsenal Herbert Chapman, per un cambio di denominazione. Così il 5 novembre 1932 fu rinominata Arsenal (Highbury Hill). Il suffisso cadde verso il 1960, portando all'attuale nome, Arsenal.

Le piastrelle in ceramica originali che tuttora rivestono i muri lungo le banchine, riportano ancora il nome Gillespie Road scritto a grandi lettere. Nel 2007 la stazione è stata oggetto di una ristrutturazione radicale; parte dei rivestimenti in ceramica delle pareti sono stati ristrutturati, il pavimento spianato ed è stato introdotto un moderno sistema di altoparlanti.

## Curiosità
La stazione di Arsenal deve il suo nome all'Arsenal Stadium che vi si trova nei pressi e che dal 1913 al 2006 ha ospitato le partite casalinghe dell'Arsenal: è l'unica fermata di metropolitana chiamata in onore di un club calcistico.